# Tavola Doria

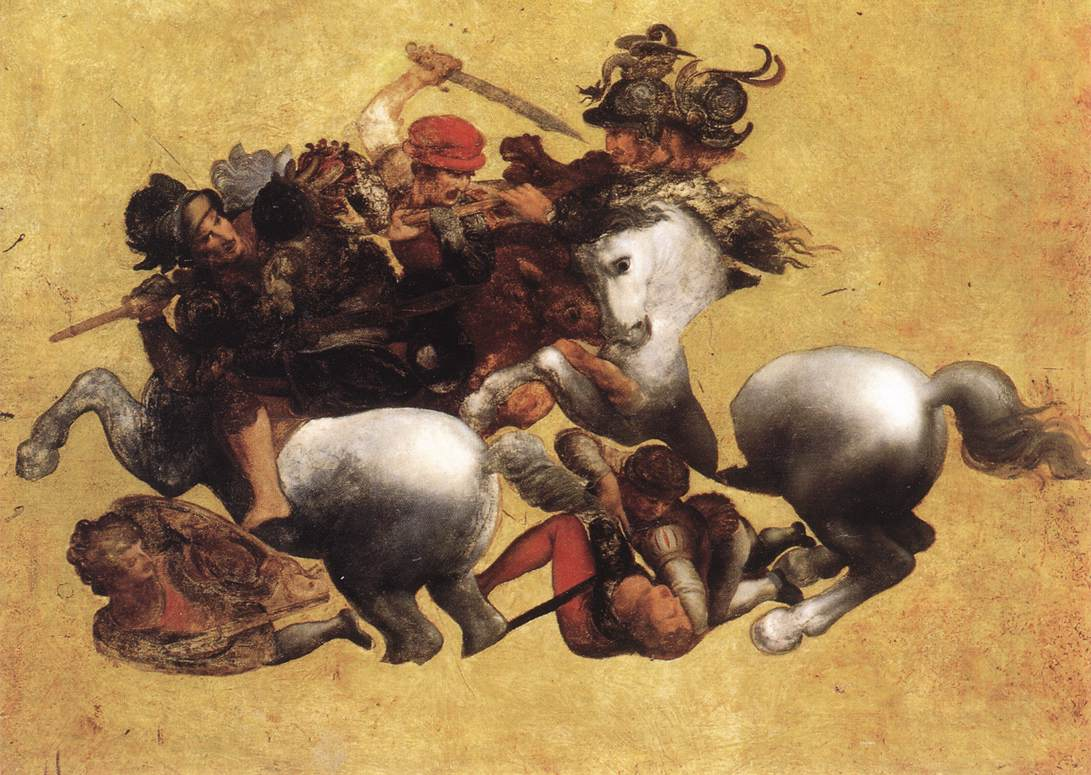
La Tavola Doria.

La Tavola Doria es una pintura de autoría anónima de principios del siglo XVI que representa la parte central de La batalla de Anghiari, célebre obra perdida de Leonardo da Vinci. Está realizada al óleo sobre tabla y sus dimensiones son de 86 x 115 cm.
Perteneció a la colección Doria d'Angry hasta el año 1940, en el que fue subastada. A partir de entonces el paradero del cuadro es confuso pero parece ser que en los años posteriores fue exportado ilegalmente de Italia hacia Suiza, para pasar posteriormente a Múnich, Alemania. En 1992 pasó a ser propiedad del Museo de Bellas Artes Fuji de Tokio, que lo adquirió a través de un representante.
En 2012 se firmó un acuerdo entre el Museo de Bellas Artes Fuji de Tokio y el Ministerio de Cultura de Italia que incluyó la donación de la obra a Italia y permite que sea exhibida de manera alternativa en Italia y Japón.